# Tetrix dubiosus
Tetrix dubiosus är en insektsart som först beskrevs av Bolívar, I. 1887.  Tetrix dubiosus ingår i släktet Tetrix och familjen torngräshoppor. Inga underarter finns listade i Catalogue of Life.